# 阿格涅希卡·斯德爾瑪什克
阿格涅希卡·斯德爾瑪什克（1976年1月6日—） ，波兰兒童文學和青少年小說作家，目前居住於比得哥什。